# Giuseppe Fiando
Giuseppe Fiando (Torino, XVIII secolo – Milano, XIX secolo) è stato un burattinaio italiano.

## Biografia
Il nome di Fiando è legato indubbiamente alla sua promozione della costruzione a Milano di una piccola sala di teatro  con palchetti alla Bibbiena, esistente ancora alla fine del XX secolo.
Questo teatro fu denominato Gerolamo, nome derivante dalla Maschera piemontese Gerolamo della Crina, originaria di un paese dell'astigiano e in auge sin dal Seicento, protagonista dei vivaci spettacoli marionettistici che il Fiando allestì per lunghi anni nel locale.
La storia della Maschera Gerolamo è molto particolare, perché nel Settecento ebbe molti problemi a causa dell'omonimia del suo nome con quello di personalità ricche e potenti, così ad esempio a Genova la maschera e il suo burattinaio furono espulsi perché non era gradita al Doge Gerolamo Luigi Durazzo.
La Maschera Gerolamo si caratterizzò nei secoli per una arguta e profonda critica nei riguardi dei potenti e del potere, oltre che per una comprensione compassionale sulle vicende e sui casi umani del popolo.
Nell'Ottocento la maschera fu legata al burattinaio Fiando che la vestì con un cappello a lucerna, di influenza illuminista, con una livrea rossa in stile settecentesco, calze rosse e scarpe grosse.
Alla morte di Giuseppe Fiando, la Compagnia Fiando fu guidata dalla vedova del famoso marionettista, presentando una ricca programmazione che alternava sapientemente la ripresa di spettacoli di grande successo a nuove produzioni.